# 嵐が丘 (ケイト・ブッシュの曲)
「嵐が丘」（あらしがおか、原題：Wuthering Heights）は、1978年1月20日に発売されたケイト・ブッシュのデビュー・シングル、及びそのタイトル曲。

## 概要
ケイト・ブッシュが19歳の時に発表した1枚目のシングル。この曲は、ファースト・アルバム『天使と小悪魔』（原題：The Kick Inside）にも収録されているほか、1986年のベスト・アルバム『ケイト・ブッシュ・ストーリー』（原題：The Whole Story）には新たにボーカルを録音したニュー・バージョンが収録されている。
題名からわかるとおり、この曲は、エミリー・ブロンテの有名な小説『嵐が丘』を題材にしたものであるが、ケイト・ブッシュは直接には小説からではなく、テレビドラマ化された作品から着想を得たという。
シングル盤のカップリング曲は、同じく『天使と小悪魔』に収録されている「風に舞う羽根のように（カイト）」（原題:Kite）。
また日本では、この曲はバラエティ番組『恋のから騒ぎ』のオープニングテーマ曲としても知られている。1986年には、東芝のビデオデッキのCMソングにも使われた（『歌のトップテン』内の同社CMにて確認）。
アンドリュー・パウエルがプロデュースということで、この曲のミュージシャンは、当時、アンドリューがオーケストラアレンジでかかわっていたアラン・パーソンズ・プロジェクトのお馴染みのメンバーである元パイロットのイアン・ベアンソンとデヴィッド・ペイトン、ステュワート・エリオットが参加しており、アンドリューはベースを担当している。ちなみにギター・ソロは、デヴィッド・ギルモアと思われているが、実はイアン・ベアンソンがクレジットされている。

## カヴァー
パット・ベネターのセカンド・アルバム『危険な恋人』（1980年8月）、ブラジルのヘヴィメタル・バンド、アングラのアルバム『エンジェルズ・クライ』（1994年）、ニュージーランドの歌手ヘイリー・ウェステンラのアルバム『PURE』（2003年）等で取り上げられた。